# São Tomé fyr
São Tomé fyr (portugisiska: Farol de São Tomé) är en Heidenstamfyr i Campos dos Goytacazes i delstaten Rio de Janeiro i Brasilien som har fått namn efter staden med samma namn och udden Cabo de São Tomé.
Fyren, som tändes första gången den  
29 juli 1882, konstruerades av Gustave Eiffels firma och tillverkades  av Barbier, Benard, et Turenne i Paris som byggsats av gjutjärn. Den är 45 meter hög och byggd av fackverk med ett centralt placerat trapphus och en lanternin på toppen.
Fyrlyktan eldades med fotogen och fyrapparaten var försedd med en Fresnel-lins av första  ordningen. Efter en brand i juli 1967 byggdes fyren om och elektrifierades. Fyrapparaten visar två vita blixtar var 67,5 sekund. Lysvidden är 19 sjömil.
Inntill fyren finns en helikopterflygplats som bestjänar oljeplattformarna utanför kusten.
Fyrplatsen är öppen och fyren kan besökas varje eftermiddag. Det är 260 trappsteg upp till toppen.